# Danh sách chi của Hesperiidae
Họ Bướm nâu là một họ côn trùng cánh vẩy lớn, gồm khoảng 550 chi:

## A
- Abantis
- Abaratha
- Abraximorpha
- Acada
- Acallopistes
- Acerbas
- Achalarus
- Achlyodes
- Acleros
- Acromecis
- Actinor
- Adlerodea
- Adopaeoides
- Adopoea
- Aegiale
- Aella
- Aeromachus
- Aethilla
- Agara[cần định hướng]
- Agathymus
- Aguna
- Aides
- Alenia
- Alera
- Alerema
- Allora
- Amblyscirtes
- Amenis
- Ametron
- Ampittia
- Amysoria
- Anastrus
- Anatrytone
- Ancistrocampta
- Ancistroides
- Ancyloxypha
- Andinus[cần định hướng]
- Andronymus
- Anisochoria
- Anisynta
- Anisyntoides
- Ankola
- Anthomaster
- Anthoptus
- Antigonus
- Antipodia
- Apallaga
- Apaustus
- Apostictopterus
- Appia
- Apyrrothrix
- Ardaris
- Argon
- Argopteron
- Arita
- Arnetta
- Aroma
- Arotis
- Arrhenes
- Arteurotia
- Artines
- Artitropa
- Arunena
- Asbolis
- Aspitha
- Astictopterus
- Astraptes
- Atalopedes
- Atarnes
- Ateleomorpha
- Atrytone
- Atrytonopsis
- Aubertia
- Augiades
- Aurina
- Autochton
- Azonax

## B
- Badamia
- Banta
- Baoris
- Baorynnis
- Baracus
- Barca
- Basslerodea
- Biaka
- Bibasis
- Bibla
- Binghamia
- Bolla
- Borbo
- Brachycoryne
- Brontiades
- Bruna
- Brusa
- Bungalotis
- Burara - synonym of Bibasis
- Burca
- Butleria
- Buzyges

## C
- Cabares
- Cabirus
- Caenides
- Caicella
- Caligulana
- Calleagris
- Calliades
- Calliana
- Callimormus
- Calpodes
- Caltoris
- Camptopleura
- Cantha
- Capila
- Caprona
- Carcharodus
- Carrhenes
- Carterocephalus
- Carystina
- Carystoides
- Carystus
- Catia
- Cecropterus
- Celaenorrhinus
- Celotes
- Cephise
- Cephrenes
- Ceratrichia
- Chaetocneme
- Chaetoneura
- Chalcone
- Chalypyge
- Chamunda
- Chapra
- Charidia
- Charmion
- Chioides
- Chiomara
- Chioneigia
- Chitralia
- Chloeria
- Choaspes
- Chondrolepis
- Choranthus
- Chrysoplectrum
- Clito
- Cobaloides
- Cobalopsis
- Cobalus
- Cocceius
- Codatractus
- Coeliades
- Cogia
- Coladenia
- Conga
- Conognathus
- Copaeodes
- Cornuphallus
- Corticea
- Cravera
- Creonpyge
- Creteus
- Croitana
- Croniades
- Crossiura
- Ctenoptilum
- Cumbre
- Cupitha
- Cyanopyge
- Cycloglypha
- Cyclopides
- Cyclopyge
- Cyclosemia
- Cyclosma
- Cymaenes
- Cynea

## D
- Daimio
- Dalla
- Damas
- Daratus
- Dardarina
- Darpa
- Decinea
- Diaeus
- Dicranaspis
- Dicrosema
- Dion
- Dis
- Dispar
- Doberes
- Drephalys
- Dubiella
- Dyscophellus
- Dysenius

## E
- Eagris
- Eantis
- Ebrietas
- Ebusus
- Echelatus
- Ectomis
- Eetion
- Elbella
- Enosis
- Entheus
- Eogenes
- Epargyreus
- Epinosis
- Epiphyes
- Eprius
- Eracon
- Eretis
- Eridamus
- Erionota
- Erynnis
- Euphyes
- Euroto
- Euschemon
- Euthymele
- Eutocus
- Eutychide
- Evansiella
- Exometoeca

## F
- Falga[cần định hướng]
- Favria
- Felicena
- Flaccilla[cần định hướng]
- Freemaniana
- Fresna
- Fulda

## G
- Galerga
- Gallio
- Gamia
- Gangara
- Garga
- Ge
- Gecana
- Gegenes
- Gehenna
- Gehlota
- Gerosis
- Gesta
- Gindanes
- Gomalia
- Gorgopas
- Gorgophone
- Gogyra
- Gorgythion
- Gorytvesica
- Grais
- Granila
- Gretna
- Gunayan
- Gyrogra

## H
- Haemactis
- Halotus[cần định hướng]
- Halpe
- Hansa
- Hantana
- Hasora
- Hedone[cần định hướng]
- Hegesippe
- Helias
- Heliopetes
- Heliopyrgus
- Hemipteris
- Herimosa
- Heronia
- Hesperia
- Hesperilla
- Hesperopsis
- Heteropterus
- Hewitsoniella
- Hidari
- Holguinia
- Hovala
- Hyalothyrus
- Hyarotis
- Hylephila
- Hypocryptothrix
- Hypoleucis

## I
- Iambrix
- Idmon
- Igapophilus
- Iliana
- Ilma
- Inessa
- Inglorius
- Isma
- Isoteinon
- Iton

## J
- Jemadia
- Jera
- Joanna
- Jonaspyge
- Jongiana
- Justinia

## K
- Katreus
- Kedestes
- Kerana
- Kineta
- Kobrona
- Koruthaialos

## L
- Lamponia
- Lavatheria
- Lento
- Leona
- Lepella
- Leptalina
- Lerema
- Lerodea
- Leucochitonea
- Leucoscirtes
- Levina
- Libra
- Librita
- Lignyostola
- Limochores
- Lindra
- Linka
- Lobocla
- Lophoides
- Lotongus
- Loxolexis
- Lucida
- Ludens
- Lycas
- Lychnuchoides
- Lychnuchus

## M
- Machachus
- Mahotis
- Malaza
- Manarina
- Marela
- Masices
- Mastor
- Matapa[cần định hướng]
- Matapoides
- Megaleas
- Megathymus
- Megistias[cần định hướng]
- Melanopyge
- Melanthes
- Mellana
- Melphina
- Mesodina
- Metardaris
- Methion
- Methionopsis
- Metiscus
- Metisella
- Metrocles
- Metrocles
- Meza
- Microceris
- Mictris
- Milanion
- Milena
- Miltomiges
- Mimambrix
- Mimardaris
- Mimene
- Mimia
- Mimoniades
- Miraja
- Misius
- Mnasalcas
- Mnaseas
- Mnasicles
- Mnasilus
- Mnasinous
- Mnasitheus
- Mnestheus
- Moeris
- Moeros
- Molla
- Molo
- Moltena
- Monca
- Monza
- Mooreana
- Mopala
- Morvina
- Morys
- Motasingha
- Mucia
- Muschampia
- Mycteris
- Mylon
- Myrinia
- Mysarbia
- Myscelus[cần định hướng]
- Mysoria

## N
- Naevolus
- Narcosius
- Narga
- Nascus
- Nastra
- Neochlodes
- Neohesperilla
- Neospialia
- Neoxeniades
- Nerula
- Netrobalane
- Netrocoryne
- Niconiades
- Nisoniades
- Noctuana
- Nosphistia
- Notocrypta
- Nyctelius
- Nyctus
- Nylla

## O
- Oarisma
- Ocella
- Ochlodes
- Ochropyge
- Ochus
- Ocyba
- Ocybadistes
- Ocytes
- Odina
- Odontoptilum
- Oechydrus
- Oedaloneura
- Oenides
- Oeonus
- Oerane
- Oileides
- Oligoria
- Onenses
- Onespa
- Onophas
- Onryza
- Onzis
- Oreisplanus
- Oriens[cần định hướng]
- Orneates
- Orphe
- Orses
- Ortholexis
- Orthophoetus
- Orthos
- Osmodes
- Osphantes
- Ouleus
- Oxynetra
- Oxynthes
- Oxypalpus
- Oxytoxia

## P
- Paches
- Pachyneuria
- Pachyrhopala
- Paduka
- Pamba
- Pamphilida
- Pamphilites
- Panca
- Panoquina
- Pansydia
- Papias
- Paracarystus
- Parachoranthus
- Paracleros
- Paracogia
- Paradopaea
- Paradrephalys
- Paradros
- Paraides
- Paramimus
- Parasovia
- Paratrytone
- Pardaleodes
- Parelbella
- Parnara
- Paronymus
- Parosmodes
- Parphorus
- Pasma[cần định hướng]
- Passova
- Pastria
- Patlasingha
- Peba
- Pedesta
- Pellicia
- Pelopidas
- Pemara
- Penicula
- Pereneia
- Perichares
- Perrotia
- Phanes
- Phanus
- Phareas
- Phemiades
- Pheraeus
- Philoodus
- Phlebodes
- Phocides
- Phoenicops
- Pholisora
- Phycanassa
- Physalea
- Pintara
- Pirdana
- Piruna
- Pisola
- Pithauria
- Pithauriopsis
- Plagiothyrus
- Plastingia
- Platygnathia
- Platylesches
- Ploetzia
- Plumbago
- Poanes
- Poanopsis
- Pola
- Polites
- Polyctor
- Polygonus
- Polythrix
- Polytremis
- Pompeius
- Porphyrogenes
- Potamanaxas
- Potanthus
- Prada
- Problema
- Procampta
- Procidosa
- Proeidosa
- Propapias
- Propertius
- Prosopalpus
- Proteides
- Protelbella
- Prusiana
- Pseudoborbo
- Pseudocoladenia
- Pseudocopaeodes
- Pseudocroniades
- Pseudodrephalys
- Pseudokerana
- Pseudopirdana
- Pseudosarbia
- Psolos
- Psoralis
- Pteroteinon
- Pterygospidea
- Pudicitia
- Punta
- Pyrdalus
- Pyrgus
- Pyroneura
- Pyrrhiades
- Pyrrhocalles
- Pyrrhochalcia
- Pyrrhopyge
- Pyrrhopygopsis
- Pyrrhosidia
- Pythonides

## Q
- Quadrus
- Quasimellana
- Quedara
- Quinta

## R
- Rachana
- Rachelia
- Racta
- Radiatus
- Remella
- Repens
- Reverdinia
- Reverdinus
- Rhabdoides
- Rhabdomantis
- Rhinthon
- Ridens

## S
- Sabera
- Sabina
- Sacrator
- Salanoemia
- Salatis
- Saliana
- Sancus
- Saniba
- Sapaea
- Sape
- Sarangesa
- Sarbia[cần định hướng]
- Sarega
- Sarmientoia
- Sartora
- Satarupa
- Saturnus
- Scelotrix
- Schausana
- Scobura
- Sebastonyma
- Semalea
- Sepa
- Serdis
- Seseria
- Signeta
- Sloperia
- Sodalia
- Sophista
- Sostrata
- Sovia
- Spathilepia
- Spialia
- Spioniades
- Stallingsia
- Stethotrix
- Stimula
- Stinga
- Stomyles
- Styriodes
- Suada
- Suastus
- Sucova
- Suniana
- Synale
- Synapte
- Syrichtus
- Systasea
- Systaspes

## T
- Tagiades
- Talides
- Tamela
- Tamyris
- Tapena
- Taractrocera
- Tarmia
- Tarsoctenus
- Tavetana
- Tecupa
- Telegonus
- Telemiades
- Telicota
- Telles
- Tellona
- Teniorhinus
- Teria
- Thargella
- Theagenes
- Themesion
- Thespieus
- Thessia
- Thoon
- Thoressa
- Thorybes
- Thracides
- Thymele
- Thymelicus
- Tiacellia
- Tigasis
- Timochares
- Timochreon
- Timoconia
- Tirynthia
- Tirynthoides
- Tisias
- Tosta
- Tothrix
- Toxidia
- Trapezites
- Tricosemeia
- Trina
- Trioedusa
- Tromba
- Tsitana
- Turesis
- Turmada
- Turnerina
- Tuttia
- Typhedanus

## U
- Udaspes
- Udranomia
- Ulva
- Unkana
- Urbanus

## V
- Vacerra
- Vehilius
- Venada
- Venas[cần định hướng]
- Virga
- Vettius
- Vidius
- Vinius
- Vinpeius
- Viola
- Virga
- Vistigma
- Vorates

## W
- Wahydra
- Wallengrenia
- Warrenohesperia
- Windia

## X
- Xanthodisca
- Xanthoneura
- Xeniades[cần định hướng]
- Xenophanes
- Xispia

## Y
- Yanguna
- Yania
- Yvretta

## Z
- Zalomes
- Zampa
- Zariaspes
- Zea
- Zehala
- Zela
- Zenida
- Zenis
- Zenonia
- Zera
- Zestusa
- Zinaida[cần định hướng]
- Zobera
- Zographetus
- Zonia
- Zophopetes
- Zopyrion